# Hilda Hongell
Hilda Elisabeth Hongell, född Sjöblom 16 januari 1867 i Mariehamn, död 10 juni 1952 i Gamlakarleby, var den första kvinnan i Norden som tog examen som byggmästare, år 1891. Hon ritade omkring hundra byggnader i Mariehamn, särskilt under 1890-talet då staden utvecklades till en badort. Flera av hennes byggnader finns kvar längs Södragatan i Mariehamn.

## Karriär
Hildas föräldrar, Johan och Anna Sjöblom, var bland de första som flyttade till Mariehamn efter stadens grundande 1861. Fadern var lotsålderman, engagerad i stadens beslut och ritade också byggnader. Hilda började i Mariehamns folkskola 1874 och läste sedan de högre kurserna privat. Som 18-åring arbetade hon som lärarinna och organist.
Hon deltog tidigt i faderns arbete med ritningar och tog gradvis över ansvaret. Hennes första signerade ritning är från 1889. Efter faderns död 1888 började hon arbeta självständigt. Hösten 1891 blev hon antagen som extraelev vid Helsingfors industriskola och året därpå som ordinarie elev. Hon blev därmed den första kvinna som tog examen från byggmästarlinjen.
På 1890-talet byggdes det mycket i Mariehamn. När en badinrättning öppnades försökte man göra staden mer attraktiv för besökare. Hongell kombinerade lokal byggtradition med besökarnas krav på stil och bekvämlighet.
Efter industriskolan studerade hon vidare vid Konstflitföreningens ritskola och Centralskolan för konstflit. Hon vikarierade också som bildlärare i Mariehamn. År 1896 började hon arbeta som ritare hos Elia Heikel och Selim A. Lindqvist i Helsingfors, men fortsatte samtidigt att ta uppdrag från Mariehamn.
Hon träffade sin blivande make, Sanfrid Hongell, under studietiden. De gifte sig 1897 efter att han fått tjänst som stadsbyggmästare i Helsingfors. De drev tillsammans firman S & H Hongell. Den enda kända bevarade ritningen med firmans signatur är ett badhus vid Ursins klippa i Helsingfors.
Parets första barn föddes 1898. Trots det fortsatte Hilda rita för beställare i Mariehamn. När andra barnet föddes 1900 minskade arbetet. Under 1900-talets första decennium gjorde hon ett tiotal ritningar för Mariehamn. Den sista kända är från 1912. Paret fick sammanlagt sex barn. Äldste sonen Olof Hongell blev en av Finlands första flygare, och tredje sonen Göran Hongell blev formgivare.

## Arkitektur

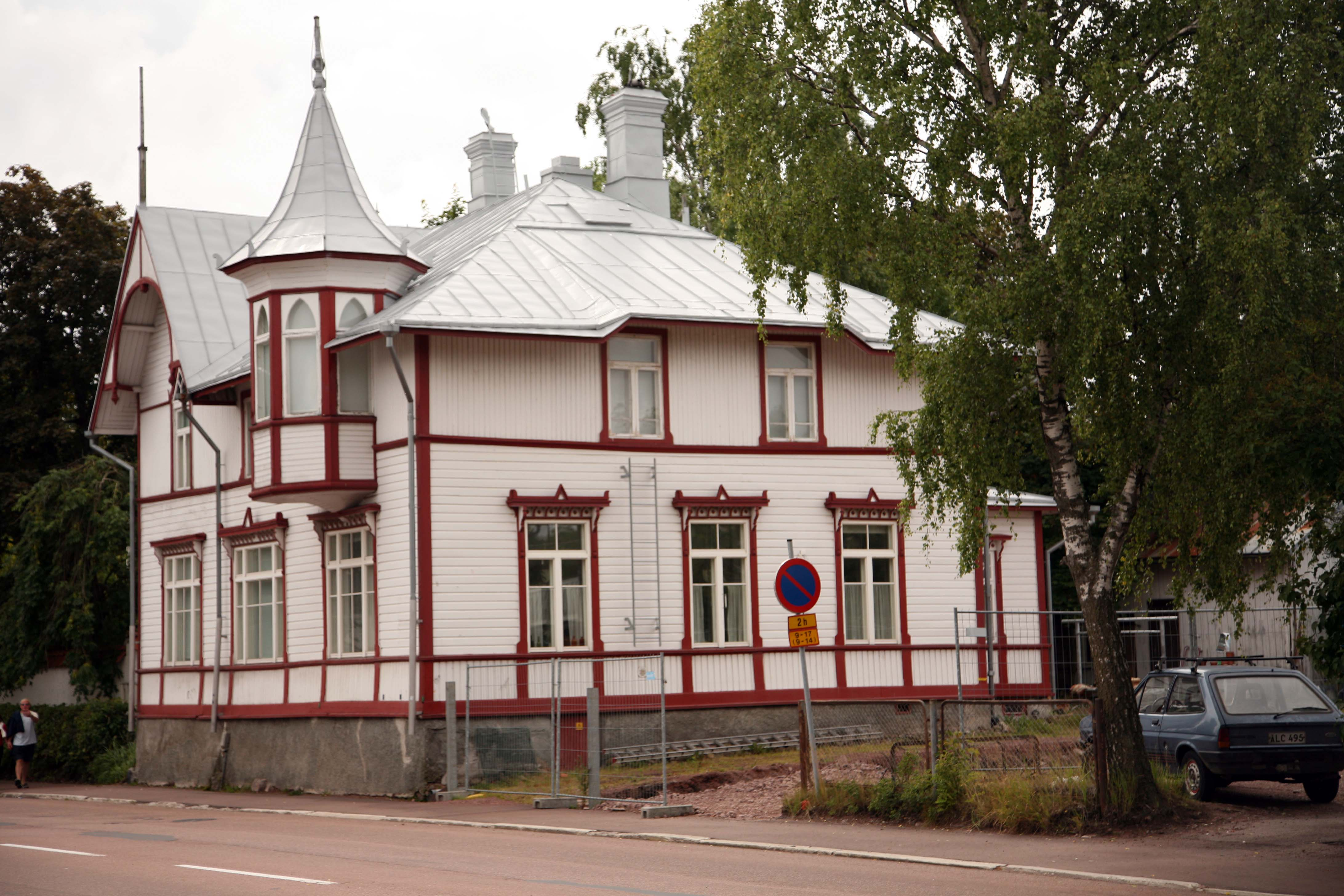
Villa du Nord i Mariehamn från 1897. Ritningen gjordes i samarbete med maken Sanfrid.

Hennes tidiga ritningar präglades av äldre lokal byggstil – små trähus i en våning med enkel fasaddekor. När badinrättningen öppnades 1889 började hon använda ornament och tekniska lösningar hämtade från badhusarkitekturen. Balkonger, verandor och paneler med varierande riktning blev typiska inslag.
Efter att hon börjat på industriskolan utvecklades både stil och teknik. Byggnaderna fick fasader i trä-nyrenässans med tydlig panelindelning, T-formade fönster och klassiska fönsteromfattningar. Ritningarna blev mer exakta och tydliga.
På 1890-talet anpassade hon stilen efter turisternas smak. Den blev en särskild villastil där nyrenässans, Schweizerstil och snickarglädje blandades. Husen fick oregelbunden planlösning, utsirade balkonger och verandor samt rikt varierad dekor. Under 1900-talets första år förenklade hon ritningarna, men höll fast vid villastilen. Hennes sista ritning från 1912 visar en bostad i jugendstil.